# Voo 615 da Lufthansa
O sequestro do Voo 615 da Lufthansa ocorreu em 29 de outubro de 1972 e teve como objetivo a libertação dos três perpetradores sobreviventes do Massacre de Munique de uma prisão da Alemanha Ocidental.
Quando o avião da Lufthansa foi tomado por simpatizantes da Organização Setembro Negro durante o trecho Beirute-Ancara de um voo com várias escalas de Damasco a Frankfurt, as autoridades da Alemanha Ocidental atenderam à demanda de libertar os prisioneiros. Eles foram entregues no Aeroporto de Zagreb, e a aeronave sequestrada foi levada para Trípoli, onde todos os reféns foram libertados. Os atacantes de Munique libertados receberam asilo do líder líbio Muammar Gaddafi.
Por suas ações, o governo da Alemanha Ocidental foi criticado por Israel e outras partes. Houve alegações de que o sequestro havia sido encenado ou pelo menos tolerado, com teorias de um acordo secreto entre o governo alemão e o Setembro Negro – libertação dos militantes sobreviventes em troca de garantias de não haver mais ataques à Alemanha.

## Antecedentes

### A crise de reféns nas Olimpíadas
Em 5 de setembro de 1972, durante os Jogos Olímpicos de Verão em Munique, oito membros do grupo palestino Setembro Negro tomaram nove membros da equipe olímpica israelense como reféns, após matar outros dois atletas israelenses. Durante um tiroteio após uma tentativa frustrada de resgate pela polícia na Base Aérea de Fürstenfeldbruck, todos os reféns foram mortos. Cinco dos oito militantes palestinos também foram mortos. Os três perpetradores sobreviventes foram Adnan Al-Gashey, Jamal Al-Gashey e Mohammed Safady, que foram presos e mantidos em custódia preventiva.
Imediatamente após o massacre de Munique, as autoridades da Alemanha Ocidental estavam preocupadas em ser arrastadas para o Conflito árabe-israelense. Como o ministro das Relações Exteriores Walter Scheel disse em outubro de 1972, era preciso "se defender contra ações de ambos os lados do conflito". Em Israel, a política de apaziguamento alemã levou a comparações com o Acordo de Munique de 1938.
De fato, desde que Willy Brandt se tornou chanceler em 1969, houve uma mudança na atitude da Alemanha Ocidental em relação ao conflito árabe-israelense. Os governos conservadores anteriores eram considerados claramente pró-Israel (especialmente durante meados dos anos 1960, com a Guerra dos Seis Dias), o que resultou em vários estados árabes rompendo relações diplomáticas com a Alemanha Ocidental. Com Egito e Tunísia, essas relações só foram restauradas pouco antes das Olimpíadas de 1972.
As autoridades da Alemanha Ocidental estavam cientes do alto perfil dos prisioneiros e do fato de que o grupo tinha muitos simpatizantes, de modo que se temiam atos visando a libertação dos atacantes de Munique. Aviões da (então) companhia aérea nacional Lufthansa ou sua contraparte israelense El Al foram identificados como alvos prováveis. Em 9 de setembro, uma carta anônima foi recebida alegando que tal sequestro era iminente, o que levou o Ministério Federal do Interior (então liderado por Hans-Dietrich Genscher) a considerar se cidadãos de estados árabes deveriam ser impedidos de embarcar em voos da Lufthansa.
Já durante a crise de reféns em Munique, ficou evidente que os atacantes estavam cientes de possíveis tentativas de libertação em caso de prisão. Questionado se tinha medo de ser capturado e colocado em uma prisão alemã, seu líder Luttif Afif (que foi morto no tiroteio em Fürstenfeldbruck) respondeu que não havia nada a temer, porque "não há pena de morte na Alemanha, e nossos irmãos nos libertariam."

### Aeronave
A aeronave envolvida, fabricada em 1964, era um Boeing 727-100 registrado como D-ABIG com número de série 18364 e número de linha 37. Estava equipado com três motores Pratt & Whitney JT8D-9.

## O sequestro
Nota: Por razões de consistência, todos os horários foram convertidos para o Horário da Europa Central.
No domingo, 29 de outubro de 1972, um Boeing 727-100 da Lufthansa foi sequestrado: o Voo 615 na rota Damasco-Beirute-Ancara-Munique-Frankfurt. A aeronave partiu do Aeroporto Internacional de Damasco no início da manhã, com sete tripulantes, mas inicialmente sem passageiros. Na primeira escala, no Aeroporto Internacional de Beirute, 13 pessoas embarcaram: nove cidadãos de países árabes desconhecidos, dois americanos, um alemão, um francês; e um jornalista espanhol que mais tarde escreveu um relato testemunhal dos eventos.
A partida de Beirute foi atrasada em mais de 15 minutos. Originalmente programada para partir às 05:45, a decolagem ocorreu às 06h01. Menos de 15 minutos depois, dois passageiros árabes ameaçaram explodir a aeronave usando explosivos que haviam sido escondidos na cabine de primeira classe (e que provavelmente haviam sido contrabandeados em Damasco). Eles exigiram a libertação dos membros do Setembro Negro da prisão alemã.
Após uma parada para abastecimento no Aeroporto Internacional de Nicósia, os pilotos foram forçados a voar em direção ao Aeroporto de Munique-Riem, onde os sequestradores inicialmente pretendiam que a troca ocorresse. Quando a aeronave chegou ao espaço aéreo austríaco por volta do meio-dia, ficou claro para os sequestradores que suas demandas não poderiam ser atendidas a tempo. O plano foi alterado, e a tripulação da Lufthansa teve que desviar para Zagreb, na então República Socialista Federativa da Iugoslávia, circulando sobre o Aeroporto de Zagreb até que os membros do Setembro Negro fossem levados para lá. Isso colocou os alemães sob pressão, pois a aeronave eventualmente ficaria sem combustível.
Assim que a notícia do sequestro foi recebida na sede da Lufthansa em Colônia, o presidente Herbert Culmann embarcou em um Hawker Siddeley HS.125 corporativo, pertencente à subsidiária Condor (registrado D-CFCF) e voou para Munique. Ele foi então acompanhado pelo prefeito Georg Kronawitter e pelo chefe de polícia  de, bem como pelo ministro do interior da Baviera  de no comitê de crise local. A resposta governamental da Alemanha Ocidental foi coordenada por um conselho de crise em Bonn, que incluía o vice-chanceler e ministro das Relações Exteriores Walter Scheel e os ministros do interior e dos transportes, Hans-Dietrich Genscher e Lauritz Lauritzen.
Lembrando a tentativa fracassada de resgate durante a crise de reféns olímpicos e a (então) falta de uma unidade policial de operações especiais como o posterior GSG 9, as autoridades da Alemanha Ocidental decidiram rapidamente atender às demandas dos sequestradores. Às 14h00, os três membros do Setembro Negro haviam sido transportados para o Aeroporto de Riem.  de, o ministro da justiça da Baviera, ordenou a revogação do mandado de prisão e emitiu documentos oficiais de emigração para os membros do Setembro Negro. Os três foram levados a bordo do avião que Culmann usou para chegar a Munique e foram acompanhados por dois policiais à paisana. Culmann decidiu ir para Zagreb para auxiliar diretamente nas negociações lá.
O avião partiu de Munique, mas o piloto havia recebido ordens para permanecer no espaço aéreo da Alemanha Ocidental. Os negociadores alemães pediram que o jato da Lufthansa sequestrado fosse autorizado a pousar primeiro em Zagreb, mas não tiveram sucesso em suas tentativas. A situação ficou tensa quando a aeronave sequestrada da Lufthansa chegou perigosamente perto do ponto de esgotamento de combustível. No que Culmann mais tarde chamou de "estado de emergência", devido a uma suposta perda de comunicação com Munique, Culmann então ordenou pessoalmente ao piloto da aeronave que transportava os atacantes de Munique libertados que fosse para o Aeroporto de Zagreb e pousasse lá. Essa direção foi contra ordens de autoridades superiores. Como consequência, uma investigação legal contra Culmann foi iniciada, mas abandonada pouco depois.
Vinte minutos depois que os três membros do Setembro Negro chegaram ao Aeroporto de Zagreb, o jato da Lufthansa sequestrado também pousou lá e algum tempo depois, às 18h05, a transferência ocorreu. Isso aconteceu sem quaisquer medidas recíprocas: os 18 reféns ainda não haviam sido libertados.
Outra situação crítica surgiu quando as autoridades iugoslavas responsáveis pelo aeroporto atenderam às demandas de seus colegas em Bonn e impediram que o jato da Lufthansa decolasse novamente. Percebendo que o avião não seria reabastecido, os sequestradores ameaçaram novamente matar todos a bordo. O impasse foi quebrado por  de, o cônsul da Alemanha Ocidental em Zagreb, que assinou a ordem de reabastecimento sem ter sido autorizado a fazê-lo. O jato da Lufthansa decolou às 18h50, desta vez em direção a Trípoli. Às 21h03, chegou ao Aeroporto Internacional de Trípoli, onde os reféns foram finalmente libertados.
Na Líbia e em outros países da região, eclodiram celebrações em massa, com os sequestradores da Lufthansa e os perpetradores de Munique libertados sendo tratados como heróis. Logo após sua chegada ao aeroporto, uma coletiva de imprensa foi realizada, transmitida ao vivo para o mundo todo. O governo líbio liderado por Muammar Gaddafi permitiu que os atacantes de Munique se refugiassem e se escondessem, ignorando as demandas do ministro das Relações Exteriores da Alemanha Ocidental, Scheel, para que fossem julgados. Em uma grande operação secreta chamada Cólera de Deus, Israel subsequentemente buscaria rastreá-los e matá-los.

## Reações
Políticos alemães dos partidos então no governo (Social-Democratas e Liberais) e da oposição (os partidos conservadores União) geralmente elogiaram o resultado não violento do sequestro. Isso refletiu a opinião pública de que a libertação dos atacantes de Munique reduziria o risco de novos ataques contra alvos alemães. As críticas giraram em torno da falta de segurança suficiente nos aeroportos para evitar que explosivos fossem contrabandeados para aviões de passageiros, e da Lufthansa não empregar comissários de voo armados, que na época já eram comuns em certos voos da El Al, Pan Am, Swissair e outras.
Israel condenou veementemente a libertação dos perpetradores de Munique e acusou a Alemanha Ocidental de ter "capitulado ao terrorismo". A primeira-ministra Golda Meir declarou no dia seguinte: "Estamos deprimidos desde ontem, magoados e eu diria insultados, que o espírito humano, tão fraco e desamparado, tenha se rendido à força brutal." O ministro das Relações Exteriores Abba Eban apresentou uma nota de protesto oficial ao governo da Alemanha Ocidental, e o embaixador israelense em Bonn foi temporariamente chamado de volta, oficialmente para consultas.

## Alegações de envolvimento do governo da Alemanha Ocidental
Imediatamente após o sequestro do Voo 615, bem como em várias ocasiões posteriores, surgiram preocupações de que o evento poderia ter sido encenado ou pelo menos tolerado pelo governo da Alemanha Ocidental para "se livrar de três assassinos, que haviam se tornado um fardo de segurança" (como escreveu Amnon Rubinstein no jornal israelense Haaretz sob a manchete "A Vergonha de Bonn" logo após a libertação dos prisioneiros). Argumentos frequentemente feitos durante tais alegações são o número "suspeitosamente" baixo de passageiros (havia apenas 13 passageiros homens a bordo do Boeing Predefinição:Not a typo sequestrado, um tipo de aeronave com capacidade para 130–150 assentos), a decisão "surpreendentemente" rápida de libertar os prisioneiros, bem como supostos contatos do Serviço Federal de Inteligência da Alemanha Ocidental com a Organização para a Libertação da Palestina.
Os interesses comerciais da Alemanha Ocidental nos países árabes, bem como o desejo de ser poupada de futuros atos de terror, foram alegados como motivos para um envolvimento governamental. Pouco depois dos eventos envolvendo o Voo 615, Haim Yosef Zadok acusou a Alemanha Ocidental em um discurso no Knesset de ter "usado a oportunidade para melhorar suas relações com o mundo árabe." Em sua autobiografia de 1999, Abu Daoud (o mentor do massacre de Munique) afirma que lhe foram oferecidos US$ 9 milhões pelos "alemães" para encenar a libertação dos prisioneiros. No entanto, nos anos posteriores, ele se recusou a repetir ou elaborar essa alegação. Em uma entrevista de 2006 para o Frankfurter Allgemeine Zeitung, Zvi Zamir, chefe do Mossad de 1968 a 1974, afirma que tinha certeza de que havia algum tipo de acordo entre a Alemanha Ocidental e o Setembro Negro.
O documentário vencedor do Oscar de Melhor Documentário One Day in September (lançado em 1999 e que cobre o massacre de Munique) apoia a tese de que o sequestro do Voo 615 da Lufthansa foi "uma armação, organizada pelo governo alemão em conluio com os militantes," o que corresponde às declarações de Jamal Al-Gashey sobre as consequências de sua libertação. O filme apresenta uma entrevista com Ulrich Wegener, um especialista alemão em contraterrorismo e comandante fundador do GSG 9, que chama tais alegações de "provavelmente verdadeiras". Wegener também é citado com a opinião de que as considerações das autoridades da Alemanha Ocidental sobre como lidar com a situação de reféns provavelmente foram motivadas principalmente pelo desejo de evitar que o país se tornasse o foco de novos atos de terror.
Em 2013, jornalistas investigativos do programa de televisão alemão  de citaram uma carta do chefe de polícia de Munique, que havia sido enviada ao ministério do interior da Baviera onze dias antes do sequestro do Voo 615. Ela descreve medidas que haviam sido tomadas para "acelerar a deportação" dos atacantes de Munique, em vez de preparar seu julgamento.
Um contra-argumento às acusações de uma libertação de prisioneiros previamente combinada inclui destacar a falta de planejamento e comunicação que os negociadores alemães tiveram durante a crise de reféns. A situação foi caótica e confusa em alguns momentos, tornando improvável que as negociações tenham sido roteirizadas.  de, um documentário de 1975 produzido pelo Bayerischer Rundfunk, atribui o resultado não violento do sequestro ao presidente da Lufthansa, Culmann, e ao cônsul Laqueur: eles agiram por conta própria, em vez de obedecer a ordens de autoridades governamentais.